# Krasnoarmejskij rajon (Oblast' di Samara)
Il Krasnoarmejskij rajon (in russo Красноярский район (Самарская область)?) è un rajon dell'Oblast' di Samara, nella Russia europea; il capoluogo è Krasnoarmerskoe. Istituito nel luglio del 1935, occupa una superficie di 2.190 chilometri quadrati.